# Le Destin des Tortues Ninja, le film
Pour plus de détails, voir Fiche technique et Distribution.
Le Destin des Tortues Ninja, le film (Rise of the Teenage Mutant Ninja Turtles: The Movie) est un film d'animation américain réalisé par Ant Ward et Andy Suriano et sorti en 2022 sur Netflix. Il s'agit d'un long métrage faisant suite à la série d'animation Le Destin des Tortues Ninja. Les évènements se déroulent après ceux de la 2e saison de la série.

## Synopsis
Dans le futur, l'Humanité est sur le point de s’effondrer. Casey Jones est alors envoyé dans le passé pour tenter d'empêcher la catastrophe. Il doit prévenir les Tortues Ninja. Leonardo, Raphael, Michelangelo et Donatello vont ainsi devoir faire face à leur plus grand défi : l'invasion de la Terre par la race extraterrestre des Krangs.

## Fiche technique
Sauf indication contraire, les informations mentionnées dans cette section peuvent être confirmées par la base de données cinématographiques IMDb,  présente dans la section « Liens externes ».
- Titre original : Rise of the Teenage Mutant Ninja Turtles: The Movie
- Titre français : Le Destin des Tortues Ninja, le film
- Réalisation : Ant Ward et Andy Suriano
- Scénario : Tony Gama-Lobo et Rebecca May, d'après les personnages créés par Kevin Eastman et Peter Laird
- Musique : Michael Gatt
- Montage : n/a
- Production : Andy Suriano
- Société de production : Nickelodeon Movies
- Société de distribution : Netflix
- Budget : n/a
- Pays de production :  États-Unis,  Chine et  Portugal
- Langue originale : anglais
- Format : couleur
- Genre : animation
- Durée : 85 minutes
- Dates de sortie[2] :
  - Monde : 5 août 2022 (sur Netflix)

## Distribution

### Voix originales
- Ben Schwartz : Leonardo
- Omar Benson Miller : Raphael
- Brandon Mychal Smith : Michelangelo
- Josh Brener : Donatello
- Kat Graham : April O'Neil
- Eric Bauza : Splinter
- Haley Joel Osment : Casey Jones
- Rhys Darby : Hypno-Potamus
- Jim Pirri : Krang
- Rob Paulsen : un lieutenant des Foot
- John Michael Higgins : Warren Stone

### Voix françaises
- Stéphane Marais : Leonardo
- Frédéric Popovic : Raphaël
- Bruno Méyère : Michelangelo
- Aurélien Ringelheim : Donatello
- Clara Soares : April O'Neil
- Antoine Tomé : Splinter
- Gabriel Bismuth-Bienaimé : Casey Jones
- Fabrice Fara : Warren Stone
- Éric Peter : Krang

## Production
En février 2019, il est annoncé que Netflix développe plusieurs longs métrages d'animation dont un basé sur la série Le Destin des Tortues Ninja, diffusée depuis 2018 sur Nickelodeon. En janvier 2021, une intrigue et une date de sortie sont révélées. En août 2021, il est annoncé que la sortie est repoussée à 2022 car le film n'est pas terminé. La production s'achève officiellement en avril 2022.